# 多布羅-亞歷山德里夫卡
46°20′18″N 30°29′7″E / 46.33833°N 30.48528°E
多布羅-亞歷山德里夫卡（烏克蘭語：Доброолександрівка）是位於烏克蘭西南部的村莊，由敖德萨州敖德萨区的達利尼克市鎮負責管轄。該村始建於1805年，面積5.16平方公里，海拔高度17米，2001年人口1,886，人口密度每平方公里365.36人。